# Censure en Union soviétique

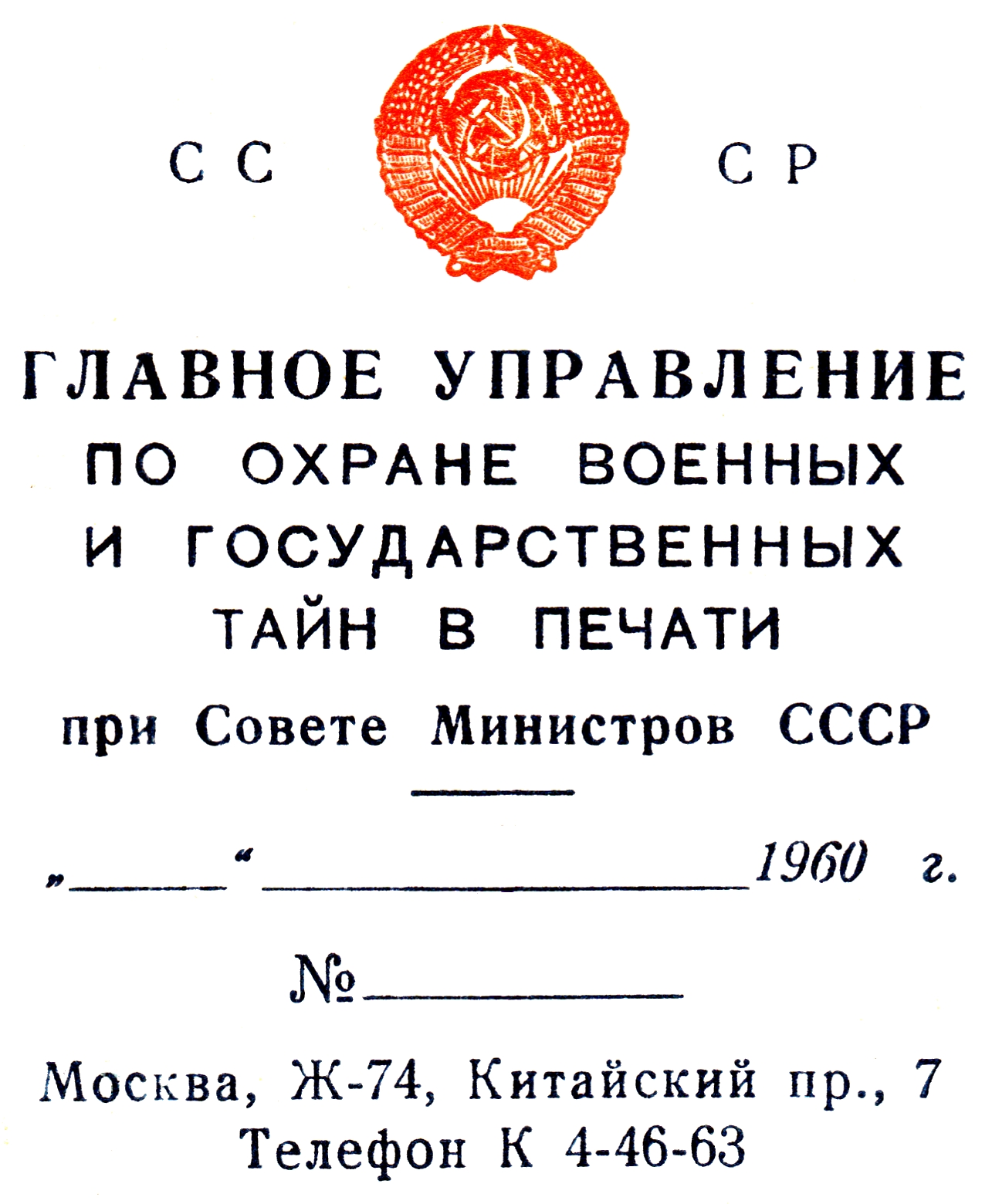
Formulaire de censure, 1960.

La censure en URSS, ou censure en Union soviétique,  est le contrôle, de la part des autorités de l'URSS, du contenu et de la diffusion de l'information, y compris par les imprimés, les œuvres musicales, scéniques, les beaux-arts, le cinéma, la photographie, les émissions de radio et de télévision, afin de supprimer toutes les sources d'information alternatives aux sources officielles, pour limiter ou en empêcher la diffusion d'idées et d'informations considérées comme nuisibles ou indésirables.
Le système de censure politique générale comprenait diverses formes et méthodes de contrôle idéologique et politique — en plus des méthodes directes (interdiction de publication, censure, rejet des manuscrits), une grande variété de méthodes indirectes touchant au personnel, à l'édition, à la politique de redevances étaient utilisées.
Les fonctions de contrôle de la censure ont été confiées à des institutions étatiques spéciales. La censure contrôlait tous les canaux officiels internes de diffusion de l'information : livres, périodiques, radio, télévision, cinéma, théâtre, etc., les informations venant de l'extérieur (brouillage des radios étrangères diffusant dans les langues des peuples de l'URSS, contrôle scrupuleux des produits imprimés des médias étrangers sur le thème de l'« anti-soviétisme »). L'autocensure était également répandue.  
Les principaux objets de la censure étaient la soi-disant propagande « anti-soviétique » (qui comprenait tout ce qui ne correspondait pas aux idéologies en  vigueur), les secrets militaires et économiques (par exemple, les informations sur les lieux de détention et les cartes géographiques), les informations négatives sur l'état du pays (catastrophes, problèmes économiques, conflits ethniques, phénomènes sociaux négatifs, etc.), et toute information susceptible de devenir une cause d'agitation ou  d'allusions dérangeantes.
La censure en URSS était principalement idéologique. Certains chercheurs notent que la censure soviétique, en particulier, n'empêchait pas la projection de scènes de violence si elles correspondaient aux orientations idéologiques en vigueur - par exemple, si elles démontraient la destruction des ennemis du gouvernement soviétique ou dénonçaient la brutalité de l'ennemi, mais d'autres chercheurs notent que pendant toute la période de l'histoire audiovisuelle soviétique, il n'y a pas eu de diffusion télévisée d'images de violence posant problème.  
La plupart des chercheurs notent la nature totalitaire de la censure soviétique et la subordination des organes de censure au contrôle du Parti communiste d'Union soviétique . Les militants des droits de l'homme ont soutenu que la pratique de la censure violait les obligations internationales de l'URSS .
Les opinions divergent quant à l'existence de censure de l'information scientifique et technique. Vladimir Solodin, un cadre du Glavlit, a soutenu que « la censure n'a jamais contrôlé la littérature technique et scientifique »  ; cependant, un certain nombre de chercheurs écrivent que des pans entiers des sciences telles que la physique nucléaire, la psychologie, la sociologie, la cybernétique, la biologie ou la génétique ont fait l'objet d'interdictions et de censure, et systématiquement pour la littérature scientifique en provenance de l'étranger. En outre, en cas de censure portant sur des auteurs individuels, la totalité de leurs œuvres a pu être interdite à compter de 1937.
Selon le spécialiste de la sécurité de l'information en URSS N. V. Stolyarov, il y avait une « présomption de secret d'État » et une « aliénation de la société à l'institution du secret ». De ce fait, le fonctionnement de cette institution « n'a pas fait l'objet d'une analyse critique sérieuse ».

## Historique

### Contexte historique
L'URSS, dans le domaine de la censure comme dans d'autres, est héritière de l'Empire russe, un des premiers États policiers de l'Histoire.
La révolution de Février supprime la censure tsariste.

### Mise en place
Dès le début de la révolution d'Octobre 1917, Lénine remet en place une censure. Le Tribunal révolutionnaire de la presse est créé en janvier 1918 puis, en 1922, le Glavlit qui, malgré des réformes, restera en place jusqu'à la chute de l'URSS.

## Fonctionnement

### Organes de censure
- Le Gosizdat était l'organe central de la censure de la presse en RSFSR avant l'avènement du Glavlit.
- Le Glavlit - le principal organisme de censure, à partir de 1922 , contrôlait tous les documents imprimés pour se conformer au contenu de l'idéologie d'État et à la présence de secrets d'État.
- Le Glavrepertkom  - Comité pour le contrôle des spectacles et du répertoire, dans les années 1920-1930, contrôlait tous les spectacles et performances publics, depuis les conférences et reportages jusqu'aux soirées pop et même musicales et dansantes[6].
- Le Goskino assurait la censure des films.

La radio et la télévision d'État de l'URSS ont censuré les émissions de télévision et de radio.
Les « premiers départements » — des organes secrets de régulation installés au sein de chaque entreprise ou organisme susceptible de détenir ou de produire des informations classifiées,  et contrôlant l'accès à ces informations, les voyages à l'étranger des salariés, les publications, ainsi que l'utilisation des machines à écrire , des copieurs et d'autres appareils d'impression — procédaient à la censure de l'information scientifique et technique dans les instituts de recherche , les usines et autres organisations qui avaient la capacité de copier l'information. 
Le KGB de l'URSS et les douanes ont soigneusement contrôlé toutes les tentatives d'importation de livres, de magazines (et d'autres imprimés), de matériel audio et vidéo de l'étranger. Cependant, malgré tous leurs efforts, ils n'ont pas pu résister à l'importation illégale/non autorisée de films étrangers (surtout après la distribution de magnétoscopes dans le pays), de disques d' artistes étrangers, etc.
Les départements spéciaux n'étaient pas les seuls engagés dans la censure. Presque tous les travaux devaient être coordonnés avec le service concerné par ces travaux qui devait délivrer une autorisation de publier. Par exemple, si un écrivain écrivait sur des sujets militaires, il était auparavant censuré par la Direction politique principale du ministère de la Défense,, si un écrivain écrivait sur la métallurgie, la censure prenait en compte les opinions des dirigeants de l'industrie métallurgique.
Un grand nombre de « censeurs volontaires » ont recherché les défauts idéologiques manqués par la censure officielle, les signalant aux organes de l'État et du parti. Les critiques littéraires officiels ont également pris une part active à la persécution post-censure d'un certain nombre d'auteurs et d'œuvres. Plusieurs films soviétiques ont été censurés à la demande des dirigeants chinois, et l'interdiction de publication du roman d'Hemingway Pour qui sonne le glas en 1960 a été influencée par la critique négative de Dolores Ibarruri.
Mais le verdict final sur toute question controversée était toujours pris par les organes du parti , qui supervisaient toute la censure en URSS.